# Stephen Milligan
Stephen David Wyatt Milligan (Godalming, 12 maggio 1948 – Hammersmith e Fulham, 7 febbraio 1994) è stato un politico e giornalista britannico.

## Biografia

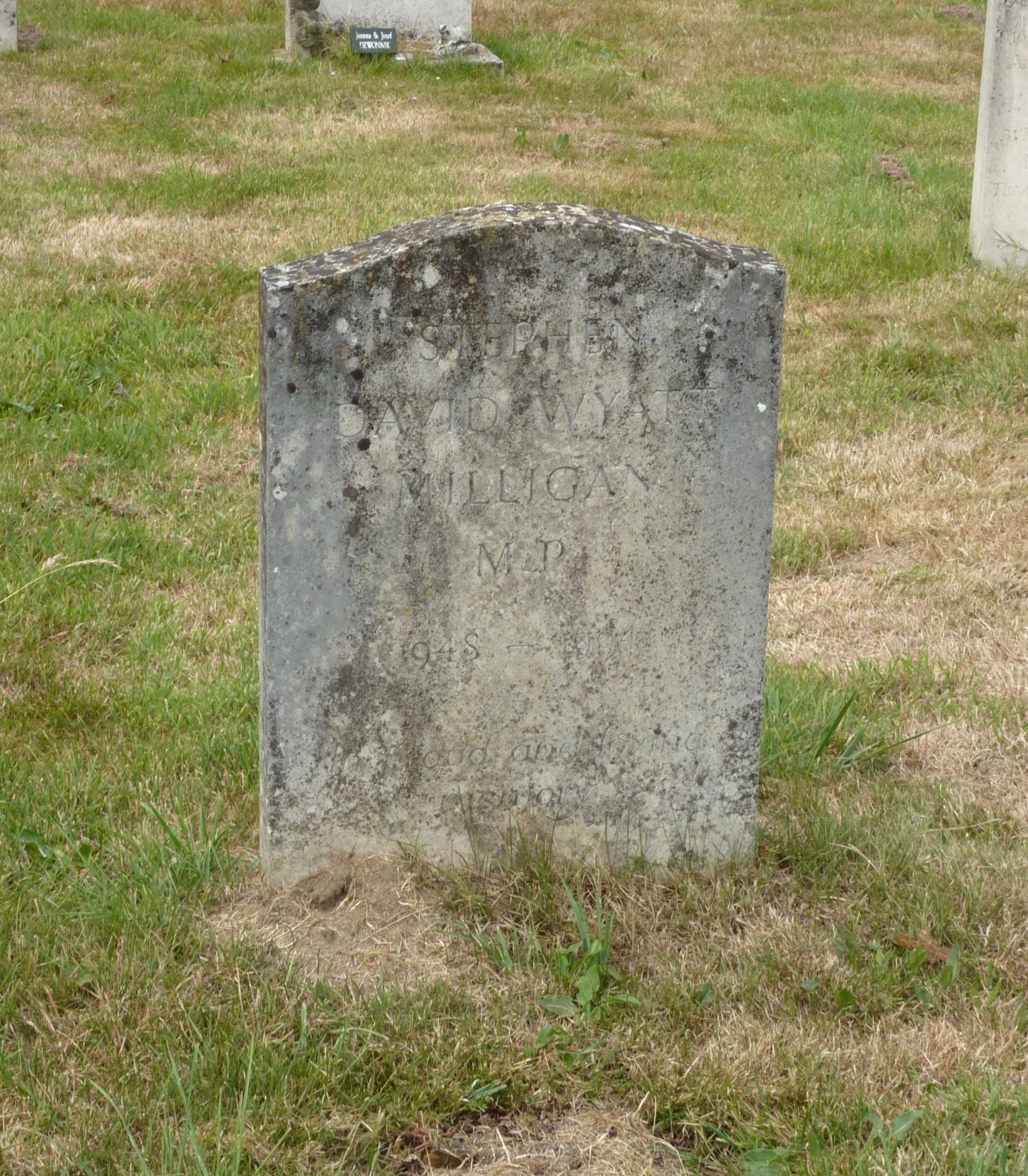
La tomba del politico britannico Stephen Milligan nella chiesa di St. Peter a Woodmancote, West Sussex.

Come giornalista lavorò per the Economist e per la BBC, ma abbandonò il lavoro nel 1990 quando fu scelto come candidato del Partito Conservatore per il collegio di Eastleigh. Fu eletto membro del parlamento alle elezioni del 1992.
Il ritrovamento del suo cadavere, nella sua casa nel quartiere londinese di Hammersmith, in un'inequivocabile scena di asfissia autoerotica in combinazione con self-bondage e cross-dressing portarono l'opinione pubblica a farsi un'idea dei rischi legati all'asfissia autoerotica e al self-bondage. Le modalità della sua morte, comunque, oscurarono i suoi meriti e la sua promettente carriera politica.